# Jugendbundesliga der weiblichen A-Jugend (Handball) 2025/26
Die Saison 2025/26 der A-Juniorinnen Handball-Bundesliga JBLH ist die 13. Spielzeit der höchsten deutschen Spielklasse im Handball der weiblichen Jugend. Oftmals wird diese Altersklasse mit dem Begriff U19 statt A-Jugend für die Altersklasse der 17- und 18-jährigen Handballspielerinnen bezeichnet. Die Saison soll am Wochenende 13./14. September 2025 beginnen. Die A-Juniorinnen-Bundesliga JBLH 2025/26 wird vom Deutschen Handballbund (DHB) ausgerichtet.

## Modus
Die Saison soll mit vier Gruppen à sechs Mannschaften starten. Die jeweils drei bestplatzierten Teams dieser Gruppen qualifizieren sich für die Meisterrunde. Diese ist in zwei Sechsergruppen aufgeteilt. Hier qualifizieren sich die Mannschaften der Plätze eins bis vier für das Viertelfinale. Die siegreichen Mannschaften des Viertelfinales (Modus Hin-/Rückspiel) treten im „Final Four“ um die Deutsche A-Jugend-Meisterschaft an.
Die Mannschaften der Vorrundengruppen, die sich nicht für die Meisterrunde qualifizieren konnten, nehmen am DHB-Pokal teil. Diese Teams werden ebenfalls in zwei Sechsergruppen aufgeteilt. Die jeweils Ersten und Zweiten dieser Gruppen spielen den DHB-Pokal aus.

## Vorrunde
Für der Vorrunde wurden die Mannschaften nach regionalen Gesichtspunkten in vier Staffeln mit je sechs Mannschaften eingeteilt, in denen die Mannschaften im Modus Jeder gegen jeden in einer Hin- und Rückrunde gegeneinander antreten.

### Gruppe 1
| Pl. | Verein                        | Sp. | S | U | N | Tore  | Diff. | Punkte |
| --- | ----------------------------- | --- | - | - | - | ----- | ----- | ------ |
| 1.  | Buxtehuder SV                 | 0   | 0 | 0 | 0 | 00:00 | ±0    | 00:00  |
| 1.  | Handewitter SV                | 0   | 0 | 0 | 0 | 00:00 | ±0    | 00:00  |
| 1.  | HSG Eider Harde               | 0   | 0 | 0 | 0 | 00:00 | ±0    | 00:00  |
| 1.  | JSG Fredenbeck/Stade          | 0   | 0 | 0 | 0 | 00:00 | ±0    | 00:00  |
| 1.  | SV Fortuna ’50 Neubrandenburg | 0   | 0 | 0 | 0 | 00:00 | ±0    | 00:00  |
| 1.  | VfL Bad Schwartau             | 0   | 0 | 0 | 0 | 00:00 | ±0    | 00:00  |

### Gruppe 2
| Pl. | Verein                    | Sp. | S | U | N | Tore  | Diff. | Punkte |
| --- | ------------------------- | --- | - | - | - | ----- | ----- | ------ |
| 1.  | Berliner TSC              | 0   | 0 | 0 | 0 | 00:00 | ±0    | 00:00  |
| 1.  | Frankfurter Handball Club | 0   | 0 | 0 | 0 | 00:00 | ±0    | 00:00  |
| 1.  | HC Leipzig                | 0   | 0 | 0 | 0 | 00:00 | ±0    | 00:00  |
| 1.  | HSG Blomberg-Lippe        | 0   | 0 | 0 | 0 | 00:00 | ±0    | 00:00  |
| 1.  | TV Hannover-Badenstedt    | 0   | 0 | 0 | 0 | 00:00 | ±0    | 00:00  |
| 1.  | VfL Oldenburg             | 0   | 0 | 0 | 0 | 00:00 | ±0    | 00:00  |

### Gruppe 3
| Pl. | Verein                      | Sp. | S | U | N | Tore  | Diff. | Punkte |
| --- | --------------------------- | --- | - | - | - | ----- | ----- | ------ |
| 1.  | Bergischer HC               | 0   | 0 | 0 | 0 | 00:00 | ±0    | 00:00  |
| 1.  | BV Borussia Dortmund        | 0   | 0 | 0 | 0 | 00:00 | ±0    | 00:00  |
| 1.  | HSG Kleenheim-Langgöns      | 0   | 0 | 0 | 0 | 00:00 | ±0    | 00:00  |
| 1.  | SG 09 Kirchhof              | 0   | 0 | 0 | 0 | 00:00 | ±0    | 00:00  |
| 1.  | TSV Bayer 04 Leverkusen     | 0   | 0 | 0 | 0 | 00:00 | ±0    | 00:00  |
| 1.  | Turnerschaft St. Tönis 1861 | 0   | 0 | 0 | 0 | 00:00 | ±0    | 00:00  |

### Gruppe 4
| Pl. | Verein                    | Sp. | S | U | N | Tore  | Diff. | Punkte |
| --- | ------------------------- | --- | - | - | - | ----- | ----- | ------ |
| 1.  | TPSG Frisch Auf Göppingen | 0   | 0 | 0 | 0 | 00:00 | ±0    | 00:00  |
| 1.  | HC Erlangen               | 0   | 0 | 0 | 0 | 00:00 | ±0    | 00:00  |
| 1.  | HSG Bensheim/Auerbach     | 0   | 0 | 0 | 0 | 00:00 | ±0    | 00:00  |
| 1.  | HSG Stuttgart Metzingen   | 0   | 0 | 0 | 0 | 00:00 | ±0    | 00:00  |
| 1.  | TSV Ismaning              | 0   | 0 | 0 | 0 | 00:00 | ±0    | 00:00  |
| 1.  | TuS Steißlingen           | 0   | 0 | 0 | 0 | 00:00 | ±0    | 00:00  |